# Trachysphyrus pilicollis
Trachysphyrus pilicollis är en stekelart som först beskrevs av Maximilian Spinola 1851.  Trachysphyrus pilicollis ingår i släktet Trachysphyrus och familjen brokparasitsteklar. Inga underarter finns listade i Catalogue of Life.